# 30110 Lisabreton
30110 Lisabreton è un asteroide della fascia principale. Scoperto nel 2000, presenta un'orbita caratterizzata da un semiasse maggiore pari a 2,2191477 UA e da un'eccentricità di 0,0900997, inclinata di 8,48660° rispetto all'eclittica.